# ماريو تشيبوليني

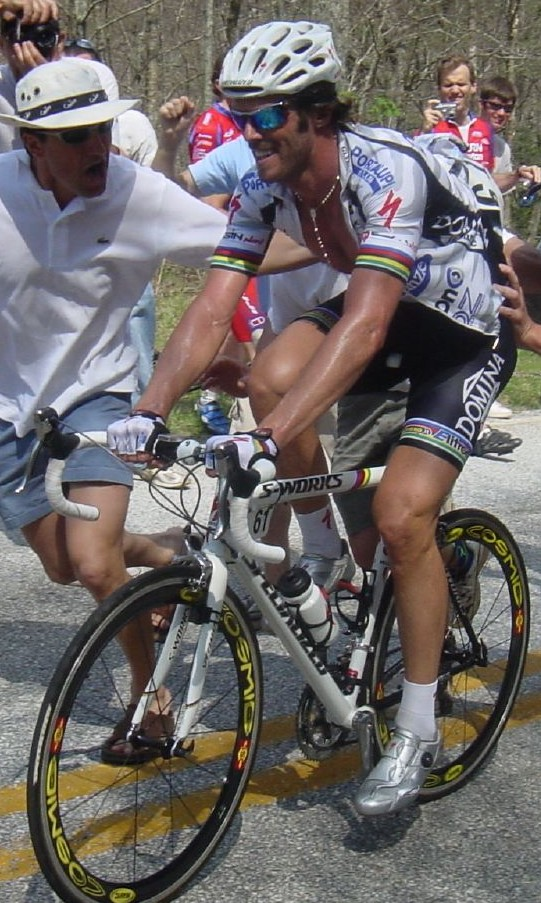
ماريو تشيبوليني

ماريو تشيبولـّيني (Mario Cipollini) ؛ (لوكا، 22 مارس 1967) هو سائق دراجات هوائية إيطالي محترف ومعتزل منذ 2005. فاز بالميدالية الذهبية لبطولة العالم للدراجات الهوائية عام 2002.

## روابط خارجية
- ماريو تشيبوليني على موقع أرشيف الدراجات (الإنجليزية)
- ماريو تشيبوليني على موقع إحصائيات الدراجات الإحترافية (الإنجليزية)
- ماريو تشيبوليني على موقع CycleBase (الإنجليزية)
- ماريو تشيبوليني على موقع اللجنة الأولمبية الدولية (الإنجليزية)
- ماريو تشيبوليني على موقع أوليمبيديا (الإنجليزية)
- ماريو تشيبوليني على موقع CONI honoured athlete website (الإيطالية)